# Pandemrix

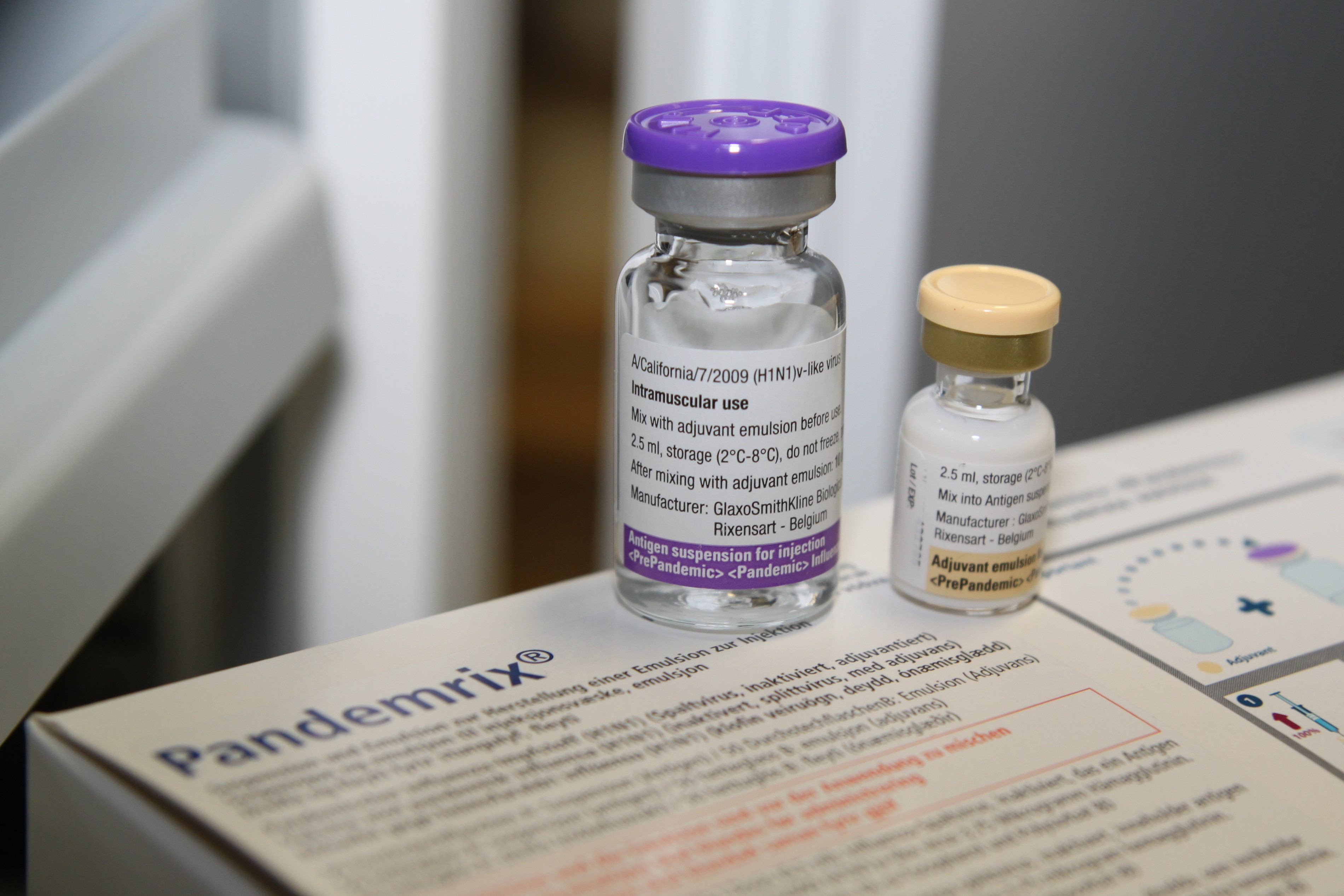
Pandemrix

Pandemrix is een griepvaccin dat speciaal is ontwikkeld voor grieppandemieën, zoals de H1N1-grieppandemie van 2009. Het vaccin werd ontwikkeld door GlaxoSmithKline en gepatenteerd in september 2006.
Het vaccin is een van de H1N1-vaccins die door de Europese Commissie in september 2009 op aanbevelingen van het Europees Geneesmiddelenbureau zijn goedgekeurd voor gebruik. Volgens de Europese productinformatie bevatte het vaccin het adjuvans AS03 dat het omstreden thiomersal bevat.
Dit vaccin werd aanvankelijk ontwikkeld als een pandemie-mock-up-vaccin voor gebruik bij een H5N1-stam. Dat is een virusstam die mogelijk een pandemie kan gaan veroorzaken, bijvoorbeeld de vogelpest. Het vaccin is alleen geregistreerd voor toepassing bij een pandemie.
In augustus 2010 starten het Zweedse Medical Products Agency (Läkemedelsverket) en het Finse Nationaal Instituut voor Gezondheid en Welzijn (THL) een onderzoek met betrekking tot het verwerven van narcolepsie als een mogelijke bijwerking van Pandemrixvaccinatie bij kinderen. Hierbij vonden ze een minimaal 6,6-voudig verhoogd risico bij kinderen en jongeren, resulterend in een minimum van 3,6 extra gevallen van narcolepsie per 100.000 gevaccineerde patiënten. Het Nederlandse bijwerkingbureau Lareb ontving 20 meldingen van narcolepsie na inenten met pandemrix in 2009 bij kinderen en het College ter beoordeling van geneesmiddelen beval nader onderzoek aan over het eventuele verband. Men heeft hierbij de resultaten uit het eerdere onderzoek niet kunnen herhalen. Het RIVM heeft altijd een verband met vaccins ontkend.
In Nederland werden kinderen ingeënt met Pandemrix.

## Bestanddelen
Naast het actieve antigeen afgeleid van A / California / 7/2009 (H1N1), bevat het vaccin een immunologische adjuvans AS03 dat bestaat uit tocoferol (vitamine E), squaleen en polysorbaat 8. ASO3 is toegevoegd om een snellere immuniteit op te wekken.
Thiomersal wordt toegevoegd als conserveringsmiddel. Omdat het is vervaardigd in kippeneieren, bevat het vaccin sporen van eiwit. Volgens onderdeel 6.1 van de SMPC bevat het vaccin tevens Polysorbate 80, Octoxynol 10, Thiomersal, Sodium chloride (NaCl), Disodium hydrogen phosphate (Na2HPO4), Potassium dihydrogen phosphate (KH2PO4), Potassium chloride (KCl) en Magnesium chloride (MgCl2).